# Чистівська сільська рада
Чи́стівська сільська рада (рос. Чистовский сельский совет) — сільське поселення у складі Щучанського району Курганської області Росії.
Адміністративний центр — село Чисте.
Населення сільського поселення становить 868 осіб (2017; 1056 у 2010, 1390 у 2002).

## Склад
До складу сільського поселення входять:
| Населений пункт      | Населення, осіб (2002) | Населення, осіб (2010) |
| -------------------- | ---------------------- | ---------------------- |
| Курорт Озеро, селище | 630                    | 468                    |
| Чисте, село          | 585                    | 447                    |
| Яковлевка, присілок  | 175                    | 141                    |